# Stadt Fiume mit Gebiet
Die Stadt Fiume mit Gebiet (auch als Freie Stadt Fiume bzw. Rijeka bezeichnet, ungarisch Fiume város és területe, seltener auch Fiume város és kerülete [„Stadt Fiume mit Bezirk“], italienisch Città di Fiume e dintorni oder Città e distretto di Fiume, kroatisch Grad Rijeka i okolica) war eine Verwaltungseinheit des Königreichs Ungarn. Sie bestand von 1779 bis zum Ende der Habsburgermonarchie nach dem Ersten Weltkrieg und umfasste die Hafenstadt Fiume (Rijeka) an der Adriaküste sowie kleinere Gemeinden im Hinterland.
Die als Corpus separatum bestehende Verwaltungseinheit wurde von der ungarischen Regierung zentral verwaltet, das Gebiet hatte eine Fläche von 21 km². Die Bevölkerungszahl belief sich nach der Volkszählung von 1890 auf 29.494, 1900 schon 38.955 und 1910 dann 49.806. Größte Volksgruppe waren die Italiener. Zur Verwaltungseinheit, die auch einen eigenen Gouverneur und eine eigene Verwaltung hatte, gehörte neben der eigentlichen Stadt und ihrem Hafen auch noch ein Gebiet, das drei Dörfer umfasste:
- Cosala (italienisch) bzw. Kozala (kroatisch)
- Drenova (italienisch und kroatisch)
- Plasse (italienisch) bzw. Plase (kroatisch) (heute zum Stadtbezirk Podmurvice zugehörig)

Die Stadt Rijeka gehört heute zur Republik Kroatien und ist Verwaltungssitz der Gespanschaft Primorje-Gorski kotar.

## Geschichte
Die Hafenstadt Fiume/Rijeka gehörte seit dem 15. Jahrhundert zur Habsburgermonarchie. Ursprünge der Entstehung des eigenständigen Gebietes liegen in einer Verfügung Maria Theresias 1779, in der sie das damalige Fiume als Corpus separatum, eine eigenständige, autonome Körperschaft definierte. Damit wurde die Stadt direkt der Habsburger Krone unterstellt. Nach der Unterbrechung durch die Napoleonischen Kriege und der Angliederung an das Königreich Italien wurde die Stadt zunächst von Wien aus verwaltet, kam aber 1823 mit ihrem Hinterland als integraler Bestandteil zur ungarischen Krone. Die italienische Verwaltungssprache wurde dabei beibehalten.
Als Folge der Revolution von 1848 erhielt Kroatien-Slawonien mit Fiume durch die Oktroyierte Märzverfassung 1849 innerhalb des Königreichs Ungarn eine größere Autonomie. Bis Mitte des 19. Jahrhunderts war Rijeka/Fiume ganz überwiegend von Kroaten bewohnt, die ungarische Regierung förderte aber einen starken Zuzug von Italienern.

### Sonderstatus in der Doppelmonarchie

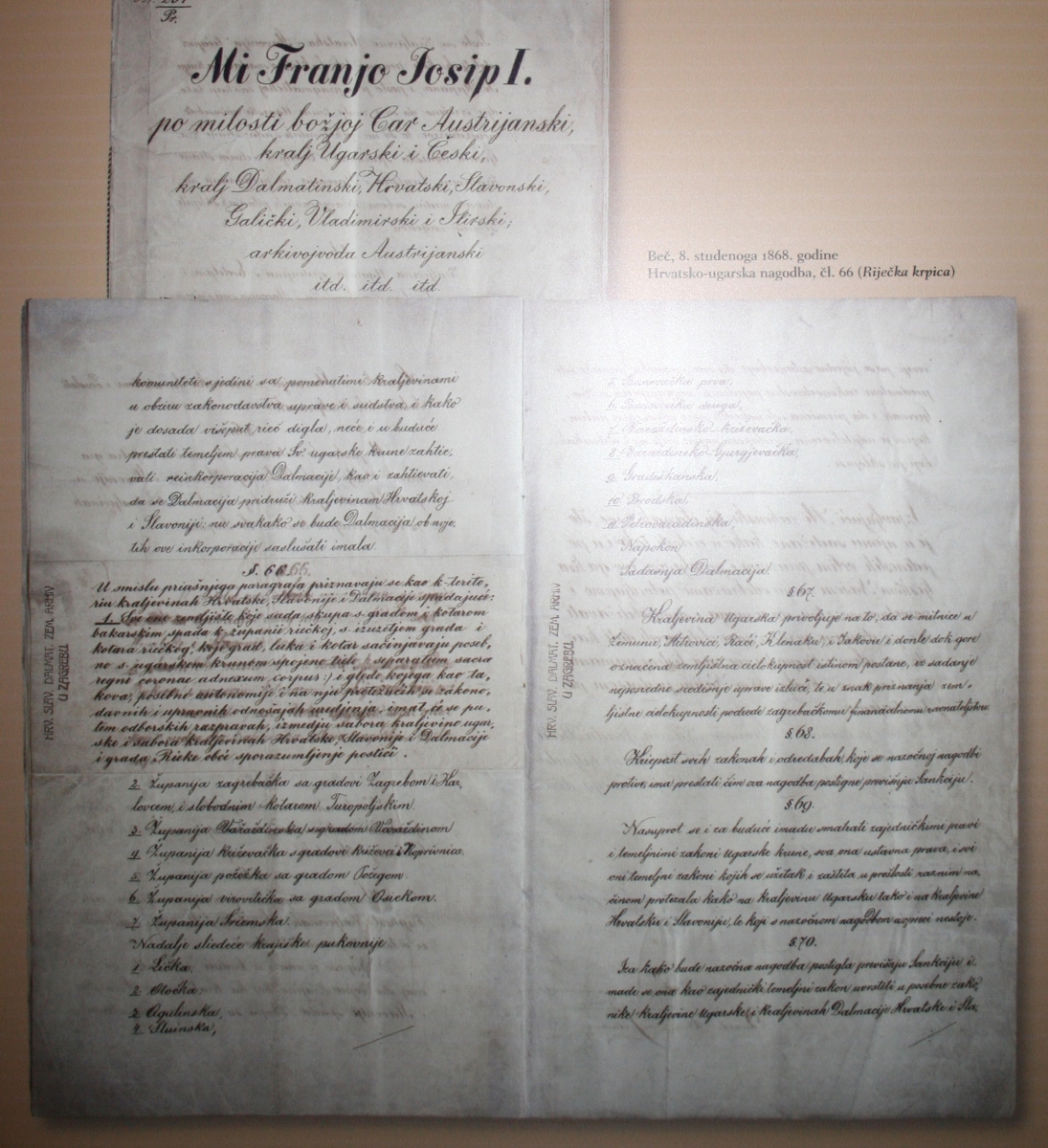
Kroatische Fassung des Ausgleichs mit überklebtem Artikel 66 (riječka krpica)

Nach dem Österreichisch-Ungarischen Ausgleich 1867 kam Fiume als freie Stadt (einem Kronland gleichgestellt und ähnlich wie Triest) zurück unter direkte ungarische Verwaltung. Der Status war jedoch im Hinblick auf den Ungarisch-Kroatischen Ausgleich 1868 nicht geklärt. Während in der kroatischen Version des Dokuments stand, dass über die Zugehörigkeit Rijekas weitere Verhandlungen geführt werden sollten, wurde die Stadt, der Hafen und die Umgebung Fiume in der ungarischen Fassung vom Gebiet Kroatiens getrennt und unmittelbar der ungarischen Krone unterstellt (analog dem vorher schon bestehenden corpus separatum von Maria Theresia). Nachdem der ungarische Reichstag wie das kroatische Parlament (Sabor) jeweils der Version in ihrer Sprache zugestimmt hatten, wurde das Dokument Kaiser Franz Joseph I. zur Unterzeichnung vorgelegt. Kurz zuvor ließ jedoch die ungarische Regierung den fraglichen Artikel in der kroatischen Fassung mit einem Stück Pergament überkleben, dem sogenannten „Rijeka-Fetzchen“ (riječka krpica), das eine Übersetzung der ungarischen Version enthielt.
Der ungarische Ministerpräsident Gyula Andrássy unterstellte Fiume schließlich 1870 einem Gouverneur seiner Regierung, der ungarische Reichstag stimmte dem zu. Die Verwaltung wurde dann am 17. April 1872 durch den ungarischen Innenminister mit einem Statut „zeitweilig“ geregelt. Dieses Statut konnte nur durch die aus 56 Mitgliedern bestehende und auf sechs Jahre gewählte Rapprasentanza geändert werden. Diese Vertretung wählte den Bürgermeister (Podestà), während der die ungarische Regierung vertretende Gouverneur auf Vorschlag des Ministerpräsidenten vom König direkt ernannt wurde. Diese Autonomie kam einer Selbstverwaltung eines Municipiums gleich. Diese Autonomie wurde 1907 geschwächt und schließlich 1913 außer Kraft gesetzt; der provisorische Status blieb jedoch bis zum Ende der Monarchie bestehen. Es bestand ein Wahlkreis für die Wahlen des Abgeordnetenhauses im ungarischen Reichstag.

### Erster Weltkrieg und Folgen
Während des Ersten Weltkriegs versprachen die Mächte der Triple Entente Italien im Londoner Vertrag von 1915 im Gegenzug für seinen Kriegseintritt das österreichische Küstenland (samt Istrien) und Teile Dalmatiens – nicht aber Fiume. Nach dem Krieg und dem Zerfall Österreich-Ungarns verließ der letzte ungarische Gouverneur, Zoltán Jekelfalussy, die Stadt am 29. Oktober 1918. Anschließend übernahm ein Italienischer Nationalrat die Regierung. Im Waffenstillstand von Villa Giusti vom 3. November 1918 überließ das österreichische Armeeoberkommando Fiume den Italienern. Nach dem 17. November 1918 übernahm ein Interalliiertes Besatzungskorps die Kontrolle.
Im August 1919 einigten sich die Premierminister Frankreichs und Großbritanniens, Georges Clemenceau und Lloyd George, mit dem italienischen Außenminister Tommaso Tittoni darauf, Fiume als Freie Stadt unter Aufsicht des Völkerbundes zu stellen. Sie warteten nur noch auf die Zustimmung des US-Präsidenten Woodrow Wilson. Italienische Freischärler unter Führung von Gabriele D’Annunzio kamen diesem Plan jedoch zuvor und besetzten die Stadt im September 1919. Sie riefen die „Italienische Regentschaft am Quarnero“ aus und forderten einen Anschluss an Italien. Sowohl der Vertrag von Trianon zwischen den Siegermächten und Ungarn im Juni 1920 als auch der italienisch-jugoslawische Grenzvertrag von Rapallo im November 1920 hielten jedoch am Plan eines Freistaats Fiume fest, der nach Entmachtung von D’Annunzios Freischärlern (die sich inzwischen gegen die Regierung des italienischen Mutterlandes gestellt hatten) nach der „Blutigen Weihnacht“ 1920 auch umgesetzt wurde.

## Statistiken
1910 gab es in Fiume und Gebiet:
- 2511 Wohnhäuser
- 49.806 Einwohner (48.492 ohne stationierte Soldaten)
- 36.359 Bewohner, die lesen und schreiben können
- 3,2 Kilometer fließendes Gewässer

Bevölkerungsgruppen laut österreichisch-ungarischen Volkszählungen:
|           | 1880             | 1890             | 1900             | 1910             |
| --------- | ---------------- | ---------------- | ---------------- | ---------------- |
| Italiener | 09.076 (43,26 %) | 13.012 (44,12 %) | 17.352 (44,54 %) | 24.212 (48,61 %) |
| Kroaten   | 07.669 (36,55 %) | 10.770 (36,52 %) | 07.497 (19,25 %) | 12.926 (25,95 %) |
| Slowenen  | 02.188 (10,43 %) | 02.780 (09,43 %) | 02.251 (06,78 %) | 02.336 (04,69 %) |
| Ungarn    | 00367 (01,75 %)  | 01.062 (03,60 %) | 02.842 (07,30 %) | 06.493 (13,04 %) |
| Deutsche  | 00859 (04,09 %)  | 01.495 (05,07 %) | 01.945 (04,99 %) | 02.315 (04,65 %) |
| gesamt    | 20.981           | 29.494           | 38.955           | 49.806           |

Religionsverhältnisse 1900

römisch-katholisch: 36.104 (92,68 %)

orthodox: 703 (1,80 %)

evangelisch: 684 (1,76 %)

israelitisch: 1.172 (3,01 %)